# Antje Boetius
Antje Boetius (née le 5 mars 1967) est une biologiste marine allemande qui occupe actuellement un poste de professeure de géomicrobiologie à l'Institut Max-Planck de microbiologie marine de l'Université de Brême. Elle reçoit le prix Gottfried-Wilhelm-Leibniz en mars 2009 pour son étude sur les microorganismes des fonds marins qui affectent le climat mondial,. Elle a été la première personne à décrire l'oxydation anaérobie du méthane. Elle a également suggéré que de telles formes de vie pourraient être utilisées pour ralentir les changements climatiques à l'avenir. Elle est l'une des lauréates du Deutscher Umweltpreis en 2018, décerné par la Fondation allemande pour l'Environnement.

## Biographie

### Carrière
Boetius a obtenu son diplôme en biologie de l'Université de Hambourg en 1992 et son doctorat en biologie de l'Université de Brême en 1996. Elle est professeure titulaire de microbiologie à l'Université Jacobs de Brême depuis 2008, et professeure de géomicrobiologie à l'Université de Brême depuis 2009. 
Sa recherche porte sur le cycle du méthane marin, l'écologie des habitats chimiosynthétiques, les processus microbiens de la diagenèse précoce dans les sédiments des grands fonds, les effets de la pression et de la température sur les processus microbiens, la symbiose microbienne, la géomicrobiologie et le cycle global du carbone,.  
Boetius a été élue au sénat de la Fondation allemande pour la recherche en 2015. 

### Vie privée
Elle est la petite-fille d'Eduard Boëtius, un survivant de l'incendie du Hindenburg, et la fille de l'écrivain Henning Boëtius. 
Son profil dans le cadre de la mission Medeco décrit ses centres d'intérêt comme étant : « La bonne cuisine, le bon vin, la bonne compagnie, la bonne musique, la mode et la vie citadine. »